# Haliaeetus vociferoides
El pigargo malgache (Haliaeetus vociferoides), también conocido como pigargo vocinglero de Madagascar dado el parecido entre ambas especies, es una especie de ave accipitriforme de la familia Accipitridae endémica de Madagascar en gravísimo peligro de extinción. No se conocen subespecies.